# Zespół Villareta
Zespół Villareta lub zespół przestrzeni zaprzyuszniczej – zespół objawów związany z obwodowym porażeniem struktur nerwowych leżących w przestrzeni zaprzyuszniczej (część zarylcowa przestrzeni przygardłowej). Na zespół składają się porażenia następujących nerwów:
- nerwu językowo-gardłowego (IX),
- nerwu błędnego (X),
- nerwu dodatkowego (XI),
- nerwu podjęzykowego (XII),
- pnia współczulnego (części szyjnej).

Zespół Villareta związany jest najczęściej z rozrostem nowotworów w tylnej części przestrzeni przygardłowej lub też z powodu zajęcia węzłów chłonnych przygardłowych Występuje w przebiegu raka części nosowej gardła i innych nowotworów toczących się w przestrzeni przygardłowej. Ponadto może on występować w przebiegu zmian zapalnych przestrzeni przygardłowej np. ropowica. Z powodu porażenia wymienionych nerwów w zespole występują następujące objawy kliniczne:
- dysfagia (trudności w połykaniu),
- zaburzenia smaku w tylnej ⅓ części języka,
- zanik czucia błony śluzowej podniebienia oraz gardła,
- zaburzenia oddychania i chrypka,
- porażenie i zanik mięśnia czworobocznego i mięśnia mostkowo-obojczykowo-sutkowego,
- jednostronne porażenie i zanik mięśni języka,
- zespół Hornera.

Zespół objawów został po raz pierwszy opisany przez francuskiego neurologa Maurice'a Villareta.